# Pfarrkirche Naarn

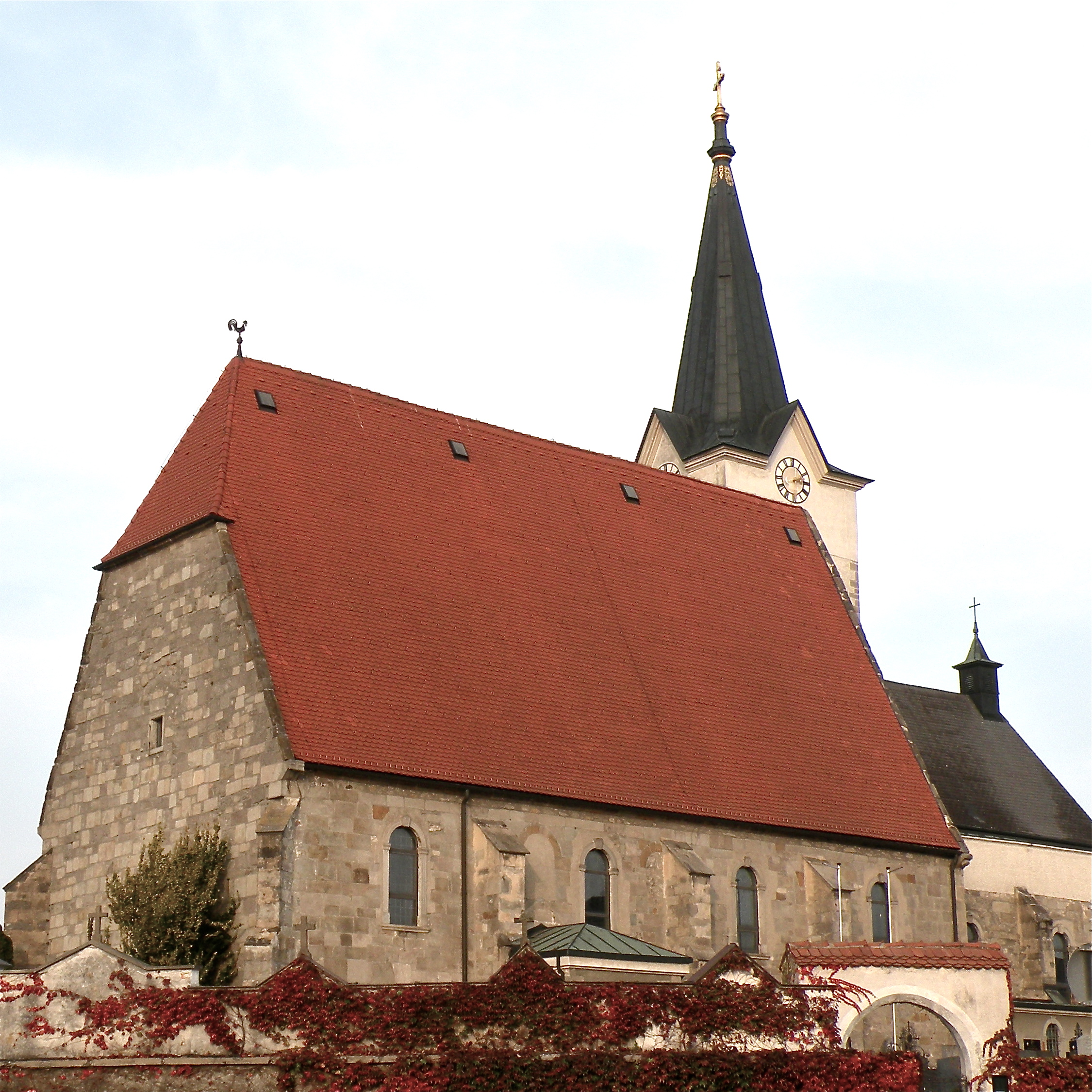
Pfarrkirche in Naarn im Machlande

Die Pfarrkirche Naarn in der Marktgemeinde Naarn im Machlande im oberösterreichischen Mühlviertel ist eine dreischiffige gotische Hallenkirche. Sie ist dem Hl. Michael geweiht und steht, umgeben vom Orts- und Pfarrfriedhof, östlich vom Naarner Marktplatz.
Die Kirche ist 37 Meter lang und 13 Meter breit. Der Turm hat eine Höhe von 45 Metern zuzüglich des 2 Meter hohen Turmkreuzes. In der Kugel unter dem Kreuz befinden sich Münzen und Dokumente aus den Renovierungsjahren 1858 und 1989.

## Geographie
Das Gebäude ist die Pfarrkirche der Pfarre Naarn, einer römisch-katholischen Pfarre im Dekanat Perg in der Region Mühlviertel in der für das Bundesland Oberösterreich zuständigen österreichischen Diözese Linz in der Kirchenprovinz Wien. Diese wird innerhalb der kirchlichen Verwaltung mit der Pfarrnummer 4242 geführt und betreut rund 3.000 Katholiken, die sich im Wesentlichen auf das Gemeindegebiet der Marktgemeinde Naarn verteilen.
Der Pfarre Naarn obliegt die Verwaltung des Orts- und Pfarrfriedhofs. Als Aufbahrungshalle dient der ehemalige Karner.
Die Pfarre ist Teil des Seelsorgeraumes Machland, dem die Pfarren Arbing, Baumgartenberg, Mitterkirchen und Naarn angehören.
Nachbarpfarren sind Mauthausen, Mitterkirchen, Perg, Pergkirchen und Schwertberg in der Diözese Linz und getrennt durch die Donau in der Diözese Sankt Pölten die Pfarren Sankt Pantaleon im Dekanat Haag und Strengberg im Dekanat Amstetten.

## Geschichte
| Errichtungsjahr | Pfarre                       |
| --------------- | ---------------------------- |
| 1122            | Altenburg (ab 1785 Windhaag) |
| 1122            | Münzbach                     |
| 1142            | Pergkirchen                  |
| 1147            | Königswiesen                 |
| 1150            | Mitterkirchen                |
| 1357            | Schwertberg                  |
| 1357            | Weitersfelden                |
| 1372            | Pierbach                     |
| 1500            | Unterweißenbach              |
| 1542            | Perg                         |
| 1573            | Schönau im Mühlkreis         |
| 1621            | Zell bei Zellhof             |
| 1633            | Arbing                       |
| 1633            | St. Thomas am Blasenstein    |
| 1633            | Tragwein                     |
| 1656            | Rechberg                     |
| 1757            | Liebenau                     |
| 1779            | Mönchdorf                    |
| 1784            | Kaltenberg                   |
| 1833            | Allerheiligen                |

### Geschichte der Pfarre
Mittelalter
Im Jahr 823 wurde Nardinum in der Urkunde Confirmatio Ludovici Pii erstmals urkundlich erwähnt, die erste Erwähnung der Kirche selbst stammt aus dem Jahr 853. Die ursprünglich zum Bistum Passau gehörige Pfarre Naarn zählt neben Ried in der Riedmark und Saxen zu den drei Ur-Pfarren des unteren Mühlviertels. Mitte des 9. Jahrhunderts dürfte Naarn als selbständige Pfarre aus Mistelbach bei Wels oder Lorch hervorgegangen sein. Bei der von Bischof Pilgrim von Passau im Jahr 985 abgehaltenen Synode von Mistelbach wurde Naarn als einzige Passauer Taufbezirk nördlich der Donau angeführt. Im 13. Jahrhundert hatte das Dekanat Naarn im Archidiakonat Lorch eine Ausdehnung in Nord-Süd-Richtung von der Donau bis zur heutigen tschechischen Grenze und in West-Ost-Richtung von der Kleinen Mühl bis zur nördlichen oberösterreichisch/niederösterreichischen Landesgrenze.
Naarn gilt als unmittelbare oder mittelbare Mutterpfarre für 20 Pfarren im Gebiet zwischen Aist und Naarn, die zwischen 1122 und 1833 nach und nach aus der Pfarre Naarn herausgelöst wurden (siehe Tabelle).
Im späten Mittelalter wurden in der Pfarre Naarn und in rund 40 Ortschaften des Landes Mitglieder der Reformbewegung Waldenser (1266) und Täufer (1268) festgestellt. Diese wurden jedoch vertrieben oder zu geheimem Widerstand gezwungen.
Die Vogtei über die Pfarrkirche wurde bereits vor 1320 vom Landesfürsten an die Kapeller vergeben, die dieses Amt von der Herrschaft Steyregg aus ausübten. Die Vogtei der Steyregger endete erst 1857.
Eine unvollständige Liste der Namen der Naarner Pfarrer aus dem Mittelalter beginnt 1220 mit Heinrich von Naerden und endet 1492 mit Wolfgang Müncher.
Reformation, Gegenreformation und katholische Erneuerung
Die Grundherrschaft des Klosters Baumgartenberg betraf 66 abgabepflichtige Höfe in der Pfarre Naarn. Weitere Höfe der Pfarre gehörten zu den Klöstern Erla, Sankt Florian, Waldhausen und Pulgarn. Zwischen 1599 und 1622 befand sich das Bistum Passau mit den evangelischen Inhabern der Herrschaft Steyregg, den Jörgern, hinsichtlich der Pfarre Naarn in Streit, da diese neben der Vogtei auch die Lehensherrschaft zu Lasten des Bistums beanspruchten.
In Naarn gab es von 1492 bis 1597 katholische Pfarrer, wobei Pfarrer Lukas Adelgaisz 1597 von den aufständischen Bauern vertrieben wurde. Von 1597 bis 1607 hatte die Pfarre Naarn evangelische Prädikanten. 1607 bis 1610 waren zwei katholische Pfarrer in Naarn, dann bis 1624 wieder evangelische Prädikanten. Von 1624 bis 1633 war die Pfarre nicht besetzt.
Aufstände der Bauern gab es im Machland 1596 unter einem höheren Rädelsführer, Hans Ortner, aus der Pfarre Naarn. Während des Bauernkrieges zog am 12. Juni 1626 ein Bauernhauptmann mit der wehrhaften Bauernschaft von Hütting, Mitterkirchen und Naarn über Enns nach Ebelsberg, um sich mit dem großen Bauernheer zu vereinigen. Eine aufständische Rotte erschien vor dem Kloster Baumgartenberg und verlangte vom Abt die Übergabe des Klosters an die Bauern, dieser bewog sie jedoch zum Abzug. Das maßvolle Verhalten der Bauern machte sich nach der Niederschlagung der Bauernaufstände bezahlt, indem weitgehend von einer Besetzung des Machlands abgesehen wurde.
Die Verfügungen im Zuge der Gegenreformation, die in der Gegend insbesondere von Joachim Enzmilner betrieben wurde, betrafen die Vogtei und das Patronat über die Pfarren Perg, Naarn und Arbing, die künftig nicht mehr der Grundherrschaft Windhaag, sondern dem Abt von Baumgartenberg zustehen sollten. Die Pfarren wurden mit Zustimmung des Bischofs von Passau dem Stift einverleibt.
Josephinische Reform
Mit den josephinischen Reformen entstand 1785 die Diözese Linz und das Pfarrnetz wurde ausgebaut, wobei jede Gemeinde mit mehr als 700 Katholiken eine eigene Pfarrkirche bekommen sollte. Friedhöfe und Gruften im Ortsgebiet mussten geschlossen werden. Das vom Staat initiierte Armeninstitut versorgte in Naarn beispielsweise 1793 28 arme Pfarrangehörige. Die Mittelaufbringung erfolgte zunächst über Pflegeämter, die Aufstellung von Opferstöcken, Opfergelder usw. 1828 wurde von den Häusern mit Grund (Pfarrholden) ein Beitrag für das Armeninstitut eingehoben. Das Armeninstitut wurde erst 1938 aufgehoben.
Pfarrschule
Ab dem 16. Jahrhundert gab es in Naarn eine Pfarrschule, die im Mesnerhaus untergebracht war. 1879 wurde eine neue Schule vom Staat errichtet.

### Geschichte der Pfarrkirche
Im Jahr 853 wurde der Kirchbau zu Naarn erstmals urkundlich erwähnt. Als Nachfolger einer oder mehrerer nicht mehr nachweisbarer Holzkirchen wurde 1070 die heute noch bestehende romanische Kirche aus freiliegenden Quadermauerwerk mit Langhaus und Chor errichtet. Die Kirche wurde 1730 bis 1732 barockisiert. 1898 wurde im südlichen Chorwinkel die neue Sakristei gebaut. Die Kirche wurde 1971 und 1991 innen und außen gründlich erneuert.
Der Kirchenraum wurde zuletzt im Herbst 2012 renoviert.

## Architektur
Bauwerk außen
Das Langhaus hat keinen Sockel, die romanischen Rundbogenfenster sind vermauert. Im Westjoch sind nördlich und südlich je ein vermauertes romanisches Rundbogenportal erkennbar. An den Ecken befinden sich romanische Traufensteine mit Skulpturen.
Die spätbarocken Rundbogenfenster stammen aus dem 18. Jahrhundert. Beim Einbau der barocken Decke wurde vermutlich die Westwand unter Verwendung der romanischen Quader mit einem gotischen Sockel neu aufgebaut. Im Chor sind vermauerte spätgotische Spitzbogenfenster zu sehen.
Der Turm wurde in der Mitte des 15. Jahrhunderts erbaut. Der obere Teil und der spitze Helm kamen im Jahr 1858 dazu, als der Turm um neun Meter erhöht wurde. An der Ostseite des Turmes ist ein gemaltes Zifferblatt mit Wappen und der Jahreszahl 1686 zu sehen und erinnert an eine Renovierung. Die älteste Glocke, die Elferin, trägt die Jahreszahl 1541.
Bauwerk innen
Das 37 Meter lange Langhaus hat vier Joche und ist 13 Meter breit. Die Kirche hat seitlich romanische Außenmauern, während die Westwand gotisch ist. Das Hauptschiff hat ein barockes tonnenförmiges Korbbogengewölbe mit tiefen Stichkappen und Gurtbögen. Auf dem südlichen Portalvorbau befindet sich ein Klostergewölbe. Das gotische Bauwerk stammt aus dem 15. Jahrhundert.
Bei der Barockisierung der Kirche in den Jahren 1730 bis 1732 wurden die gotischen Mittelpfeiler entfernt und das barocke Gewölbe eingezogen. Im nördlichen Chorwinkel befindet sich die Turmkapelle, die früher als Sakristei diente, bevor im südlichen Chorwinkel 1898 die neue Sakristei gebaut wurde. Die Gewölbegrate des Chors werden durch Stuckbänder betont, auch die barocken Fensterrahmen haben Segmentgiebel und sind mit Stuck verziert.
Die Orgel-Empore ist spätgotisch und ruht auf einem Kreuzrippengewölbe mit achteckigen Pfeilern. Vor der Brüstung stehen die Statuen der Heiligen Karl Borromäus und des Heiligen Johannes Nepomuk.
Beim südlichen Kircheneingang erinnert eine 1985 angebrachte Gedenktafel an die Musikerfamilie Roser, die durch drei Generationen von 1684 bis 1795 in Naarn als Schulmeister und Organisten tätig war.
Turmkapelle
Die als Lourdesgrotte gestaltete Turmkapelle wurde 1912 eingeweiht und 1971 renoviert. Die Herz-Jesu-Statue vom Ende des 19. Jahrhunderts stammt vom ehemaligen neuromanischen Seitenaltar. 1971 wurden das romanische Säulenkapitell und die Säulenbasis aus der ersten Hälfte des 13. Jahrhunderts aufgefunden. In der Kapelle befinden sich auch eine Lourdesmuttergottes und eine Statue des Hl. Bernadette sowie ein achteckiges Weihwasserbecken aus Granit vom Ende des 19. Jahrhunderts. 2012 wurde die Kapelle von Elisabeth Czihak neu gestaltet.
Sakristei
In der Sakristei befindet sich eine Tafel mit kleinen Hochreliefs, auf denen die Heilige Maria auf der Mondsichel und die Heiligen Sebastian, Rochus und Rosalia dargestellt sind. Das Bild stammt aus der Auerkapell, wurde beim Hochwasser 1682 angeschwemmt und wird seit 1711 in der Sakristei in Naarn verwahrt.

## Ausstattung

### Einrichtung
Der Hochaltar der Pfarrkirche wurde 1732 vom Linzer Bildhauer Johann Georg Derfler gebaut. Der Altarunterbau in Salzburger Marmor wurde 1911 ergänzt. Im Altar befinden sich die Reliquien mehrerer namentlich bekannter Heiliger in Reliquienkapseln.
Das Altarbild wurde 1858 im Nazarenerstil gemalt und zeigt den Kirchenpatron Erzengel Michael, links von ihm den Schiffsheiligen Erasmus mit der Schiffspindel und rechts den Hl. Wolfgang mit Buch und Kirche. Der Altaraufsatz besteht aus dem Bilder heiligsten Dreifaltigkeit, links davon eine Statue des Hl. Franz von Assisi und rechts eine Statue des Hl. Antonius von Padua.
Die Deckengemälde in den drei Jochen des Langhauses und im Altarraum wurden 1895 von Tiroler Wandmalern angebracht. Die Bilder an den Fenstern entstanden 1912 im Stil der Neorenaissance.
Unter der Kreuzigungsgruppe aus dem Jahr 1700 steht ein zwölfeckiger spätgotischer Taufstein aus rotem Marmor mit Sockel und einer kupfernen Innenschale mit der Jahreszahl 1579. Auf der rechten Seite steht eine Marienstatue vom ehemaligen Seitenaltar.

### Orgel
1999 wurde von der Orgelbaufirma Verschueren Orgelbouw in Holland eine neue Orgel mit einem Manual und Pedal und 13½ Registern in das ebenfalls neue barocke Gehäuse eingebaut. Die zuvor in Verwendung befindliche, von Josef Mauracher in St. Florian gebaute Orgel mit 13 Registern und drei Doppelzügen wurde verkauft und nach Kärnten in die Leonhardskirche in Weißenstein gebracht.

### Glocken
Die älteste Glocke, die Elferin, wurde 1541 von Meister Stefan aus Budweis gegossen, von dem auch eine der Glocken in Pabneukirchen stammt. Neben der Jahreszahl 1541 trägt die Elferin eine Inschrift und Bilder. Sie hat 91 Zentimeter Durchmesser, wiegt 548 Kilogramm und ist auf den Ton h gestimmt.
Im Ersten Weltkrieg mussten alle Glocken bis auf die kleine Wandlungsglocke abgeliefert werden. Die 931 Kilogramm schwere Zwölferin aus dem Jahr 1735 und die 168 Kilogramm schwere Kleine, die Melchior Schorer 1700 in Linz gegossen hatte, gingen im Jänner 1917 unwiederbringlich verloren. Die schon erwähnte Elferin und die 59 Kilogramm schwere Sterbeglocke, die Johann Hollederer 1844 in Linz gegossen hatte, wurden am 15. November 1917 vom Turm genommen und befanden sich bereits am Glockenfriedhof in Linz, wurden 1918 aber wieder zurückgestellt. Im Jahr 1923 wurde zwei neue Glocken aufgehängt, die jedoch bereits wenige Jahre später im Zweiten Weltkrieg wieder abgeliefert werden mussten. Die Elferin aus dem Jahr 1541 konnte wegen ihres kunsthistorischen Wertes gerettet werden. Die Ersatzbeschaffung der verloren gegangenen Glocken erfolgte 1949.